# Aymon Ier (archevêque de Tarentaise)
Pour les articles homonymes, voir Aymon Ier.
Aymon Ier, Amizo ou encore Amizon, est un archevêque de Tarentaise de la fin du Xe siècle. Il est celui qui reçut le comitatus de Tarentaise en 996.

## Biographie
L'origine et la vie de cet archevêque restent inconnues. La graphie même du nom varie, au gré des traductions ou retranscriptions. Les formes les plus utilisées sont : Aymon, ou Aimon ; Amizo, selon la charte de 996,,, ou encore Amizon,. On trouve également les graphies suivantes : Anusius de Darantasia ; Amison ; Anizo ; Emmo ou Emmon.
Au cours de l'année 996, l'archevêque Aymon reçoit de Rodolphe III, roi des Deux Bourgognes (ou Bourgogne transjurane), le comitatus sur son diocèse,, soit l'érection de « l'archevêché en comté, entièrement, sans restriction comme sans détails », comme le souligne l'archiviste Jacqueline Roubert. Aymon obtient de fait l'honor, c'est-à-dire à la fois une fonction et un territoire, soit des droits comtaux, surtout une autorité politique. Cette charte, le plus ancien document conservé aux Archives départementales de la Savoie, est appelée « charte de Rodolphe III ». L'acte a été rédigé à l'abbaye Saint-Maurice d'Agaune.  
Rodolphe III donne à l'archevêque et à l'Église de Tarentaise ce comté dit de Tarentaise, « en compensation du dépeuplement de cet archevêché par les incursions sarrasines »,, toutefois ce document ne précise à aucun moment le contenu de ce territoire. Il ne s'agit en réalité que d'une partie mineure de la vallée. C'est aussi pour ce roi un moyen de renforcer ses liens avec l'Église et contrôler un peu plus ses possessions,.